# Stade d'eaux vives de Tacen
 (avril 2025).
Si vous disposez d'ouvrages ou d'articles de référence ou si vous connaissez des sites web de qualité traitant du thème abordé ici, merci de compléter l'article en donnant les références utiles à sa vérifiabilité et en les liant à la section « Notes et références ».
Le stade d'eaux vives de Tacen est un lieu de compétition de canoë-kayak slalom à Tacen, en Slovénie, une banlieue de Ljubljana. Situé sur la rivière Sava, à huit kilomètres au nord-ouest du centre-ville, il est connu localement sous le nom de Kayak Canoe Club Tacen (slovène : Kajak kanu klub Tacen).  

## Histoire

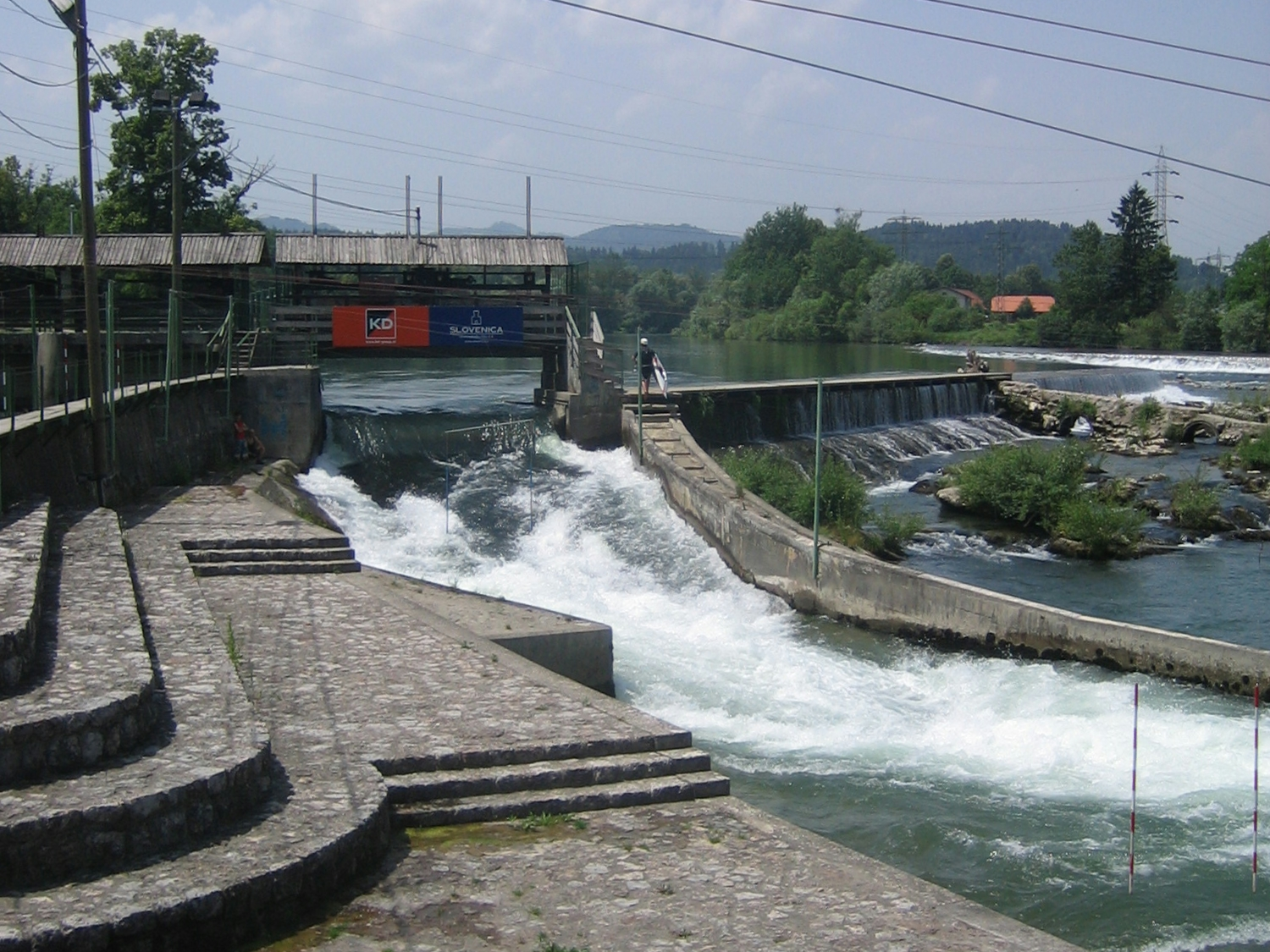
La première chute (le déversoir) du stade

Le stade d'eaux vives a joué un rôle important dans le développement du sport au cours des six dernières décennies, notamment en ex-Yougoslavie. En 1939, lors de la première compétition organisée sur le site, celui-ci était constitué d'un rapide naturel au pied d'un barrage de la rivière Sava. En 1990, après de nombreuses améliorations, un canal en béton fut mis en place et établit les caractéristiques d'un parcours de slalom de style olympique moderne.  Le stade débute désormais dans le lac derrière le barrage, et le déversoir constitue la première chute des compétiteurs.  
Tacen accueille une grande compétition internationale presque chaque année, notamment les championnats du monde de canoë-kayak slalom de 1955, de 1991 et de 2010 . 

## Caractéristiques

Carte du stade d'eaux vives de Tacen

La partie technique du parcours ne mesure que 170 mètres de long. Pour augmenter sa longueur à 275 mètres, le cours est prolongé en amont dans le lac derrière le barrage et en aval dans l'écoulement naturel de la rivière Sava. L'extension en amont signifie que chaque pagayeur doit commencer la course avec un sprint sur le plat de 8 secondes environ et atteindre le haut du déversoir à vitesse maximale. Cela, plus la porte amont habituelle au bas du déversoir, rend le départ difficile, plus que tout autre site du circuit de compétition international. 

Portes pour les demi-finales et les finales de la Coupe du monde 2014 n°2, du 14 au 15 juin 2014.

Portes pour les manches de la Coupe du monde 2014 n°2, le 13 juin 2014.

### Vidéos
- Coupe du Monde Kauzer Tacen 1 finale 2011
- K1 C1 C2 Coupe du monde 1 finales 2011
- Championnat du monde Molmenti 2010
- Molmenti vs Kauzer - Championnat du monde 2010
- Les Hochschorners vs Gargaud / Lefevre - Championnat du monde 2010
- Lefevre vs Aigner - Championnats du monde 2010
- Coupe du monde C-1 2014